# Charles Henry Land

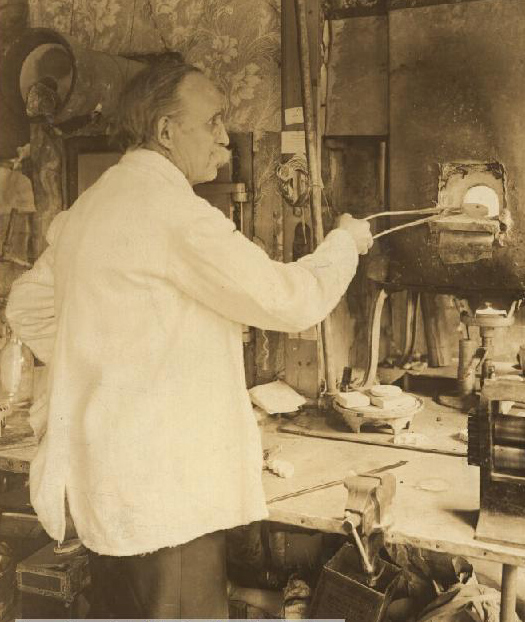
Charles Henry Land in seinem Labor, etwa 1900

Charles Henry Land (* 1. August 1847; † 1. Juni 1922 in Detroit, Michigan) war ein US-amerikanischer Zahnarzt und Erfinder der Jacketkrone. Er wurde Father of Porcelain Dentistry (engl.: „Vater der Porzellanzahnheilkunde“) genannt.

## Leben
Lands Vater John Scott Land wurde in Schottland geboren und emigrierte mit seiner Frau Emily Hayden und Familie via Kanada in die USA. Als Teenager von seinem Vater verstoßen, begann er als Zeitungsverkäufer auf New Yorks Straßen und hat anschließend Fleisch bei Des Moins verpackt. Im Alter von 21 Jahren erlernte er in Chicago die Zahnheilkunde. Bald darauf gründete er seine Praxis, die jedoch dem Chicagoer Feuersturm im Oktober 1871 zum Opfer fiel. Er schlug sich mittellos nach Detroit durch und gründete vierungzwanzigjährig erneut eine zahnärztliche Praxis.  Charles Henry Land heiratete Evangeline Lodge (1850–?) im Jahr 1875, die 1899 an der University of Michigan das Chemiestudium absolvierte. Sie bekamen zwei Kinder: Evangeline Lodge Land (1876–1954), die Charles August Lindbergh I heiratete (1859–1924) und Charles Henry Land II (1879–1954). Sein Enkel war Charles Lindbergh (1902–1974), dem am 20./21. Mai 1927 die erste Alleinüberquerung des Atlantiks von New York nach Paris ohne Zwischenlandung gelang.

## Werk
Nachdem Goldkronen, insbesondere der Frontzähne, ästhetisch zu wünschen übrig ließen, stellte die von ihm im Jahre 1889 zum Patent angemeldete Jacketkrone (Mantelkrone) aus Vollkeramik in Zahnfarbe einen Durchbruch dar.  Auf ein gefaltetes Platinhütchen wurde Keramik aufgebrannt und in die notwendige Form gebracht. Vor dem Einsetzen musste das Platin aus der Innenseite der Krone entfernt werden; anschließend konnte sie einzementiert werden. Die Bruchfestigkeit war jedoch nicht besonders hoch. Seine zahnärztlichen Kollegen, die sich auf Goldkronen spezialisiert haben, bezeichneten Land als Quacksalber, als er seine Porzellankronen entwickelt hatte. Selbst die Michigan Dental Society, die örtliche Zahnärztevereinigung, schloss ihn aus dem Verband aus. Er gründete daraufhin eine Vertriebsgesellschaft für seine Entwicklung. Seine zahnärztlichen Kollegen führten gegen ihn zahlreiche Prozesse, die ihn zu guter Letzt in den  Bankrott führten.
Die Jacketkrone war bis in die 1960er Jahre die ästhetisch dem natürlichen Zahn am besten entsprechende Rekonstruktion eines Zahnes. Er reichte darüber hinaus über 20 Patente ein, die die Herstellung von Zahnersatz und die allgemeine Zahnheilkunde betrafen. Dazu gehörten Verbesserungen der Füllungstechnik, von Operationsverfahren, von Zahnprothesen und Systeme zur Herstellung von Gold- und Porzellaninlays.

## Ehrungen
- Das Charles H. Land Museum of the School of Dental and Oral Surgery an der Columbia-Universität in New York ist nach ihm benannt.

## Veröffentlichungen
- Charles Henry Land, The scientific adaptation of artificial dentures
- Charles Henry Land, Porcelain dental art (microform): the new process of restoring decayed and defective teeth to their original appearance in shape, size and color
- Charles Henry Land, The inconsistency of our code of dental ethics
- Charles Henry Land, Land system of dental practice (microform) : devoted to the act of restoring the dental organs to their natural appearance